# Kék babfa
A kék babfa (Decaisnea fargesii) a boglárkavirágúak (Ranunculales) rendjébe sorolt kékhüvelyfélék (Lardizabalaceae) családjának egyik faja. Nemzetségének másik faja (és egyúttal típusfaja) a Decaisnea insignis. A két fajt csak termésük színe alapján különböztetik meg, ezért egyes modern rendszerek már közös fajjá vonják össze őket.
Magyarországon „halott ember ujja” (dead man's fingers), illetve „kék kolbászfa”, „kínai kékhüvely” néven is ismert.
A latin Decaisnea nemzetségnév a belga származású francia botanikus, a párizsi Jardin des Plantes kertészmérnöke, Joseph Decaisne (1807–1882) emlékét őrzi. A fargesii fajnevet a francia misszionárius és Kínában növénygyűjtő Pere Paul Guillaume Farges (1844–1912) tiszteletére kapta.

## Származása, elterjedése
A Himalája, déli és keleti lejtőin, illetve a hegységtől keletre honos, egészen a Sárga-tengerig (Kelet-Csöcsiang):
- Észak-Észak-Indiában — Arunácsal Pradesben (Arunachal Pradesh) és Szikkimben (Sikkim);
- Kínában — Tibet északkeleti részén, Anhuj, Kanszu és Senhszi tartományok déli részén, a Kuanghszi-Csuang Autonóm Terület és Csöcsiang keleti részén, továbbá Kujcsou, Hopej, Honan, Csianghszi, Szecsuan, Jünnan tartományokban;
- Bhutánban;
- Nepálban és
- Mianmar Kayin államában.

Látványos virága és termése miatt sokfelé, így az utóbbi időben Magyarországon is dísznövénynek ültetik.

## Megjelenése, felépítése
Cserje, illetve kisebb fa lehet. Eredeti élőhelyén 5–8 m magasra nő; az európai kertészetekben ettől elmarad. Törzse egyenes, elágazó. Vastag, csupasz hajtásai kékesen hamvasak.
Páratlanul szárnyalt, 60–90 cm hosszú összetett levelei 15–25 levélkéből állnak; ezek párosával egymással szemben helyezkednek el. A tojásdad, hosszan kihegyezett levélkék hossza 8–14 cm; a színük mélyzöld, fonákuk kékeszöld.
Virágai 25–50 cm hosszú, harang alakban összehajló, lelógó fürtökben nyílnak. A 3–6 cm átmérőjű, zöldessárga virágok színüket a csészelevelektől kapják; sziromleveleik nincsenek.
Bab alakú, kb. 3 cm átmérőjű, lecsüngő tüszőtermései mintegy 10 cm hosszúak és általában hármasával nőnek. Belsejüket átlátszó, zselés anyag tölti ki; ebben ülnek a kb. 1 cm átmérőjű, fekete, kemény magok (kb. 40). A zselés gyümölcshús ehető, íze állítólag a görögdinnyéére emlékeztet.

## Életmódja, termőhelye
Szinte bármilyen talajon megél, de a szárazságot és az erős téli fagyokat rosszul tűri. Ezért Magyarországon csak hároméves korában érdemes kiültetni, odáig célszerű dézsában nevelni és fagymentes helyen teleltetni.
Május-júniusban nyílik, termése októberre érik be. Eközben lombja citromsárgára színeződik.